# Spasonosna vatra
Spasonosna vatra je sveska serijala Mali rendžer (Kit Teler) obјavljena u Lunov magnus stripu br. 195. Epizoda je premijerno u bivšoj Jugoslaviji objavljena u aprilu 1976. godine. Koštala je 8 dinara (0,44 $; 1,1 DEM). Imala je 122 stranice. Izdavač јe bio Dnevnik iz Novog Sada. Sveska je drugi deo duže epizode, koja je počela u svesci pod nazivom Brodolom (#194). Naslovna stranica je reprodukcija Donatelijeve naslovnice za istu epizodu. Autor nije poznat.

## Originalna epizoda
Epizoda je premijerno objavljena u Italiji u svesci #78. pod nazivom L'isola in fiamme (Ostrvo u plamenu), koja u izdanju Serđo Boneli Editore u maju 1970. godine. Koštala јe 200 lira (0,32 $; 1,27 DEM). Epizodu je nacrtao Francesko Gamba, a scenario napisali Andrea Lavezzolo i Tristano Torelli.

## Kratak sadržaj
Nakon što su Braća uragana otkrili da se još neko nalazi na ostrvu kreću u potragu, ali bez uspeha. Kada se vrate na mesto gde su ostavili čoveka da čuva Mozesa Telera, nalaze čuvara obešenog i pirate hvata masovna panika. Markus gubi živce i biva sve agresivniji prema prijateljima. Kit i Mozes iz skladišta municije uzimaju veliki mitraljez sa dva šaržera i kreću nazad u šumu iz koje dižu barutanu u vazduh. Krmanoš Metju se i dalje nalazi na osmatračnici i posmatra šta se dešava. U međuvremenu, u kancelariji guvernera Bahamskih ostrva donosi se odluka da jedan vojni brod krene ka ostrvu pirata da istraži zašto blizu njega nestaju trgovački brodovi. (Usput pronalaze i kupe Knikerbokera, novinara i fotografa i starog Kitovog prijatelja, koji se nasukao na manjem ostrvu na kome je proveo 4 meseca i pet dana.) Za to vreme, pirati se sve više bune protiv Markusa i smatrajući njegove ideje da nastave da traže nepoznate došljake iracionalnim. Jedna grupa odlučuje da beži sa ostrva. Napušta Markusa i kreće da pokupi plen koji su godinama pljačkali i držali u podrumu jedne kolibe da bi s njim pobegli s ostrva. Markus ostaje sa grupom pirata koja ga i dalje sledi u šumi nastavljajući da traži Kita, Mozesa i Metjua. U tom stiže i vojni brod koji topovima gađa ostrvo kao upozorenje. To stvara još veću paniku među piratima. Uplašen topovima, ostatak pirata oko Markusa ga takođe napušta, tako da Markus ostaje potpuno sam. U međuvremenu se grupa koja već napustila Markusa pobila oko raspodele plena. Nekolicina odlazi da čamcima pobegne sa ostrva, ali je Metju ranije oštetio sve čamce. Pirati nemaju gde i vojska ih hvata čim se iskrcala na ostrvo i povela na brod. Markus je takođe uspeo da se dokopa broda i tamo se sakrio. Posle tri dana neprimećen u potpalublju, on kreće za hranom i greškom ulazi u Kitovu spavaonicu gde gine u konačnom obračunu.

## Reprize
Ova epizoda reprizirana je u okviru edicija LMS #930. pod nazivom Čuvari divljine 1991. godine. U Italiji je ova epizoda reprizirana u okviru #39 edicije Edizioni If koja je izašla 14.8.2015. U Hrvatskoj je ova sveska objavljena u septembru 2020. pod nazivom Brodolmci. Cena je bila 39,9 kuna, a u Srbiji 440 dinara.

## Prethodna i naredna sveska Malog rendžera u LMS
Prethodna sveska nosi naziv Brodolom (#194), a naredna Dolina straha (#198).

## Galerija
- Naslovna strana reprize epizode. Autor: Massimo Rotundo, 2015. Ovo je nastavak epizode Brodolom.
- Kadar iz LMS195. Markus, vođa Braće Uragana, jedan od najopasnijih Kitovih protivnika, str. 6.